# Жангала
Жангала (каз. Жаңақала) — село, административный центр Жангалинского района Западно-Казахстанской области Казахстана. Административный центр и единственный населённый пункт Жангалинского сельского округа. Код КАТО — 274030100.

## Население
| 1923 | 1989  | 1999  | 2009  | 2021  |
| ---- | ----- | ----- | ----- | ----- |
| 1724 | ↗4981 | ↗6250 | ↗7202 | ↗9325 |

В 1999 году население села составляло 6250 человек (3149 мужчин и 3101 женщина). По данным переписи 2009 года в селе проживали 7202 человека (3489 мужчин и 3713 женщины).
По данным на 1 января 2019 года население села составляло 8637 человек (4335 мужчин и 4302 женщины).